# Eudistylia vancouveri
Eudistylia vancouveri är en ringmaskart som först beskrevs av Johan Gustaf Hjalmar Kinberg 1866.  Eudistylia vancouveri ingår i släktet Eudistylia och familjen Sabellidae. Inga underarter finns listade i Catalogue of Life.